# Döda papegojan
Den döda papegojan, i original kallad Dead Parrot, Pet Shop eller Parrot Sketch, är en TV-sketch av Monty Python. Sketchen hade premiär i det åttonde avsnittet av TV-serien Monty Pythons Flygande Cirkus den 7 december 1969.
Sketchen skildrar ett möte mellan den missnöjda kunden Mr. Eric Praline (spelad av John Cleese) och innehavaren av en djuraffär (Michael Palin), som diskuterar huruvida en nyinhandlad papegoja är levande eller ej. Papegojan ska ha varit en "Norsk blå" (eng:Norwegian Blue) vilket är en påhittad fågelart.
Inspirationen till den döda papegojan kommer från sketchen "Car Salesman" som Palin och Graham Chapman gjorde tillsammans i Konsten att irritera folk. I den spelar Palin en bilförsäljare som envist vägrar erkänna att det är någonting fel på en kunds bil trots att den faller sönder framför hans ögon. Den sketchen är i sin tur baserad på en faktisk händelse mellan Palin och en bilförsäljare.
Under årens lopp har Cleese och Palin spelat in sketchen ett flertal gånger i såväl TV-serier som scenframträdanden. Det förekommer en variant av sketchen då man även tycks saluföra döda akvariefiskar och hänvisar den missnöjda kunden till en liknande djuraffär på en annan ort.

## Handling
Sketchen inleds med en utzoomning från ett akvarium med Afrodite i snäckskal som dekoration. Djuraffärsinnehavaren röker under inledningen av samtalet, och den missnöjde kunden titulerar innehavaren inledningsvis med "Miss" (fröken). Kunden hävdar envist att fågeln var död, redan då den inköptes (vilket den också var). Enda anledningen till att den satt på pinnen var att den var fastspikad där. Innehavaren av butiken Michael Palin hävdar dock motsatsen, det är inget fel på papegojan, den bara sover, eller "trånar efter fjorderna". Han försöker dessutom att få fågeln att röra sig genom att stöta till buren. Dialogen mellan affärsinnehavaren och kunden bygger på det absurda. Här finns en del argumentation som inte låter sig översättas till svenska, men denna sketch är en av de mest omtyckta Monty Pythonsketcherna som svensk television visat enligt SVT [källa behövs]. Till slut slår kunden den döda fågeln i butiksdisken och framför en lång monolog med ett otal omskrivningar för ordet eller begreppet "död"; trillat av pinnen, gått till de sälla jaktmarkerna, slutat att existera etc (vilket sätter den svenska översättaren på svåra prov). Efter detta låter sig butiksinnehavaren övertalas och går med på ett byte, bara det att papegojorna är slut... men det visar sig att man har sniglar på lager istället.
Sketchen saknar som så många andra Monty Pythonsketcher en poäng; i filmen Livet é python slutar den med att butiksinnehavaren flyr ut genom en bakdörr in i en ny sketch, in i de kanadensiska skogarna, och sketchen med "skogshuggaren" (The Lumberjack Song) tar vid, samtidigt som man hör kunden John Cleese svära i bakgrunden, han undrar hur det blir med hans papegoja.